# Sœurs des Sacrés-Cœurs de Jésus et de Marie de Castellammare
Ne doit pas être confondu avec Sœurs des Sacrés-Cœurs de Jésus et de Marie.
Les sœurs des Sacrés Cœurs de Jésus et de Marie (en latin : Congregatio Sororum a Sacris Cordibus) forment une congrégation religieuse féminine enseignante et hospitalière de droit pontifical.

## Histoire
La congrégation est fondée le 16 juillet 1871 par François-Xavier Petagna, évêque de Castellammare, sous le nom de sœurs de la Sainte Famille avec pour but l'adoration diurne du Saint Sacrement en esprit de réparation, et l'éducation des filles, en particulier de la noblesse. Les sœurs prennent ensuite le nom de victimes des Sacrés-Cœurs et reçoivent l'habit religieux le 2 novembre 1872.
L'institut est agrégé à l'ordre des frères mineurs le 19 juin 1926 ; il reçoit le décret de louange le 6 juillet 1932 ; à cette occasion le nom de la communauté change pour celui de sœurs des Sacrés Cœurs de Jésus et de Marie et ses constitutions obtiennent l'approbation définitive le 17 décembre 1940.

## Activités et diffusion
Les sœurs se consacrent principalement à l'enseignement, mais aussi aux orphelins et aux malades dans les hôpitaux.
Elles sont présentes en:
- Europe : Italie.
- Amérique : Brésil, Colombie, Pérou.

La maison-mère est à Rome.
En 2017, la congrégation comptait 100 sœurs dans 18 maisons.